# Титовское сельское поселение (Тверская область)
Титовское се́льское поселе́ние — муниципальное образование в составе Кимрского района Тверской области России.

На территории поселения находятся 19 населённых пунктов. Центр поселения — деревня Титово.

Образовано в результате муниципальной реформы в 2005 году, включило в себя территорию Титовского сельского округа.

## Географические данные
- Общая площадь: 139,7 км².
- Нахождение: южная часть Кимрского района.
- Граничит:
  - на севере — с Центральным СП (по Волге) и Приволжским СП,
  - на востоке — с Московской областью, Талдомский район,
  - на юге — с Московской областью, городским округом Дубна,
  - на западе — с Фёдоровским СП (по Волге) и городским округом город Кимры.

Главные реки — Волга (Угличское водохранилище) — западная и северная границы поселения, Дубна — по южной границе с Московской областью.

Поселение пересекает железная дорога «Москва (Савёловская)—Калязин—Сонково—Санкт-Петербург».

## Экономика
Совхоз «Кимрский», который был создан в 1964 году при помощи и по инициативе прославленной летчицы, Героя Советского Союза В. С. Гризодубовой.

## Население
| 2005 | 2010 | 2011 | 2012 | 2013 | 2014  | 2015 |
| ---- | ---- | ---- | ---- | ---- | ----- | ---- |
| 999  | ↘839 | ↘835 | ↘810 | ↘785 | ↘762  | ↗774 |
| 2016 | 2017 | 2018 | 2019 | 2020 | 2021  |      |
| ↗800 | ↗809 | ↘806 | ↘791 | ↗806 | ↗1078 |      |

## Населённые пункты
На территории поселения находятся следующие населённые пункты:
| №  | Тип нп | Название                                      | Население (2008 год) |
| -- | ------ | --------------------------------------------- | -------------------- |
| 1  | дер.   | Титово                                        | 723                  |
| 2  | дер.   | Головино                                      | 6                    |
| 3  | дер.   | Гомоново                                      | 40                   |
| 4  | дер.   | Григорьево                                    | 9                    |
| 5  | дер.   | Замятино                                      | 15                   |
| 6  | дер.   | Клетино                                       | 38                   |
| 7  | дер.   | Лахирево                                      | 1                    |
| 8  | дер.   | Муравьево                                     | 0                    |
| 9  | дер.   | Новое Село                                    | 36                   |
| 10 | дер.   | Нутромо                                       | 3                    |
| 11 | н.п.   | Отдельный Дом «Клетинский Бор» (Пионерлагерь) | 0                    |
| 12 | дер.   | Папулово                                      | 0                    |
| 13 | н.п.   | Пионерский Лагерь «Волга»                     | 0                    |
| 14 | дер.   | Прислон                                       | 41                   |
| 15 | дер.   | Притыкино                                     | 3                    |
| 16 | дер.   | Столбово                                      | 0                    |
| 17 | дер.   | Цыганово                                      | 7                    |
| 18 | дер.   | Щелково                                       | 2                    |
| 19 | н.п.   | Лесная Сторожка Бегуша                        | 0                    |

На территории поселения находятся 24 садоводческих товарищества.

### Бывшие населённые пункты
Ранее существовавшие здесь деревни Борки, Сухово, Бурково, Старое Савёлово включены в черту города Кимры.

Деревни Ратмино, Новое Иваньково, Александровка, Юркино и Козлоки в 1956 году переданы в состав Московской области.

## История
В XI—XIV вв. территория поселения относилась к Владимиро-Суздальскому, затем к Тверскому княжеству. В XIV веке присоединена к Великому княжеству Московскому и в XVI—XVII веках входила в Гостунский стан Кашинского уезда.
- После реформ Петра I территория поселения входила:[16]
  - в 1708—1727 гг. в Санкт-Петербургскую (Ингерманляндскую 1708—1710 гг.) губернию, Тверскую провинцию,
  - в 1727—1775 гг. в Новгородскую губернию, Тверскую провинцию,
  - в 1775—1796 гг. в Тверское наместничество, Калязинский уезд,
  - в 1796—1803 гг. в Тверскую губернию, Кашинский уезд,
  - в 1803—1918 гг. в Тверскую губернию, Калязинский уезд,
  - в 1918—1929 гг. в Тверскую губернию, Кимрский уезд,
  - в 1929—1935 гг. в Московскую область, Кимрский район,
  - в 1935—1990 гг. в Калининскую область, Кимрский район,
  - с 1990 в Тверскую область, Кимрский район.

В 1950-е годы на территории поселения существовали Прислонский и Титовский сельсоветы Кимрского района Калининской области.

## Известные люди
Абаляев (Оболяев) Иван Михайлович (1901—1941), скульптор-самоучка, резчик по дереву. Родился, жил и работал в д. Нутромо.